# Michael Peña
Michael Anthony Peña (Chicago, 13 de janeiro de 1976) é um ator de cinema e televisão mexicano-americano. É mais conhecido por seus papéis em filmes como Crash (2004), World Trade Center (2006), Shooter (2007), Observe and Report (2009), 30 Minutes or Less (2011), Tower Heist (2011) , End of Watch (2012), Fury (2014), Homem-Formiga (2015) e Extinção (2018).

## Biografia
Peña nasceu em Chicago, Illinois, onde seu pai trabalhava em uma fábrica de botões e sua mãe era uma assistente social. Os pais de Peña, imigrantes provenientes do México, foram originalmente agricultores. Peña frequentou a Hubbard High School em Chicago. Peña e sua esposa, Brie Shaffer, tiveram seu primeiro filho em setembro de 2008, um menino chamado Roman.

## Carreira
Embora Peña tem sido presença constante em produções independentes desde 1994, sua descoberta veio em 2004, em dois filmes premiados com o Oscar de melhor filme, Million Dollar Baby e Crash, ambos escritos por Paul Haggis. Este último também foi dirigido por Haggis, enquanto o primeiro foi dirigido por Clint Eastwood. Embora ambos os filmes sejam aclamados pela crítica, Peña recebeu atenção por seu desempenho particularmente emocional em Crash. No ano seguinte, fez uma participação na série vencedora do Globo de Ouro, The Shield. Em 2006, estrelou o filme de Oliver Stone, baseado nos Ataques de 11 de setembro de 2001, World Trade Center. Ele também teve um pequeno papel no premiado filme de Alejandro González Iñárritu Babel, indicado ao Oscar e vencedor do Globo de Ouro. Isto dá-lhe a rara distinção de ter aparecido em três filmes indicados ao Oscar consecutivos. Ele também estrelou ao lado de Mark Wahlberg em Shooter (2007) como o novato agente do FBI Nick Memphis.
Em 2006, Peña atuou no filme da HBO Walkout fazendo o papel de Sal Castro, um professor de ensino médio mexicano-americano que inspira um grupo de estudantes do ensino médio de East Los Angeles para lutar pelos direitos dos mexicanos.
Em 2009, Peña interpretou um segurança ao lado do personagem de Seth Rogen em Observe and Report.
Em 2012, ele co-estrelou com Jake Gyllenhaal como um oficial da polícia de Los Angeles, em End of Watch de David Ayer. No mesmo ano, ele começou a filmar Chávez, um filme biográfico sobre a vida do líder norte-americano Cesar Chavez, que fundou a United Farm Workers. Peña estrela como Chávez.

## Filmografia

### Filmes
| Ano  | Título                                        | Papel                                  | Notas                                               |
| ---- | --------------------------------------------- | -------------------------------------- | --------------------------------------------------- |
| 1994 | Running Free                                  | Bunk                                   |                                                     |
| 1996 | My Fellow Americans                           | Ernesto                                |                                                     |
| 1997 | Star Maps                                     | Star Map Boy                           |                                                     |
| 1998 | Boogie Boy                                    | Drug Dealer                            |                                                     |
| 1998 | La Cucaracha                                  | Orderly                                |                                                     |
| 1999 | Bellyfruit                                    | Oscar                                  |                                                     |
| 1999 | Paradise Cove                                 | Dan Running Horse                      |                                                     |
| 2000 | Gone in 60 Seconds                            | Ignacio                                | Creditado como Michael A. Pena                      |
| 2001 | Semper Fi                                     | Douglas Cepeda                         | Filme para a televisão                              |
| 2001 | Buffalo Soldiers                              | Garcia                                 |                                                     |
| 2003 | The United States of Leland                   | Guillermo                              |                                                     |
| 2003 | Love Object                                   | Ramirez                                |                                                     |
| 2004 | The Calcium Kid                               | Jose Mendez                            |                                                     |
| 2004 | Crash                                         | Daniel                                 |                                                     |
| 2004 | Million Dollar Baby                           | Omar                                   |                                                     |
| 2005 | Untitled David Diamond/David Weissman Project | Scott                                  | Filme para a televisão                              |
| 2005 | Little Athens                                 | Carlos                                 |                                                     |
| 2005 | Sueño                                         | Jimmy                                  |                                                     |
| 2006 | Walkout                                       | Sal Castro                             | Filme para a televisão                              |
| 2006 | Fifty Pills                                   | Eduardo                                |                                                     |
| 2006 | Babel                                         | John                                   |                                                     |
| 2006 | World Trade Center                            | Will Jimeno                            |                                                     |
| 2007 | Shooter                                       | Nick Memphis                           |                                                     |
| 2007 | Lions for Lambs                               | Ernest                                 |                                                     |
| 2008 | The Lucky Ones                                | T.K. Poole                             |                                                     |
| 2009 | Observe and Report                            | Dennis                                 |                                                     |
| 2009 | My Son, My Son, What Have Ye Done?            | Detetive Vargas                        |                                                     |
| 2010 | Everything Must Go                            | Frank Garcia                           |                                                     |
| 2011 | The Good Doctor                               | Jimmy                                  |                                                     |
| 2011 | Battle: Los Angeles                           | Joe Rincon                             |                                                     |
| 2011 | The Lincoln Lawyer                            | Jesus Martinez                         |                                                     |
| 2011 | 30 Minutes or Less                            | Chango                                 |                                                     |
| 2011 | Tower Heist                                   | Enrique Dev'reaux                      |                                                     |
| 2012 | End of Watch                                  | Oficial Zavala                         | Independent Spirit Award de melhor ator coadjuvante |
| 2013 | Gangster Squad                                | Navidad Ramirez                        |                                                     |
| 2013 | Chávez                                        | César Chávez                           |                                                     |
| 2014 | Frontera                                      | Miguel                                 |                                                     |
| 2014 | Fury                                          | Trini 'Gordo' Garcia                   |                                                     |
| 2015 | Ant-Man                                       | Luis                                   |                                                     |
| 2015 | The Martian                                   | Rick Martinez                          |                                                     |
| 2015 | The Vatican Tapes                             | Padre Lozano                           |                                                     |
| 2017 | Collateral Beauty                             | Simon Scott                            |                                                     |
| 2017 | My Little Pony: The Movie                     | Grubber (voz)                          |                                                     |
| 2017 | The LEGO Ninjago Movie                        | Kai (voz)                              |                                                     |
| 2018 | 12 Strong                                     | Sargento de Primeira Classe Sam Diller |                                                     |
| 2018 | Ant-Man and the Wasp                          | Luis                                   |                                                     |
| 2018 | Extinction                                    | Peter                                  |                                                     |
| 2018 | Next Gen                                      | Momo (voz)                             |                                                     |
| 2018 | The Mule                                      | Agent Treviño                          |                                                     |
| 2019 | Dora and the Lost City of Gold                | Cole Marquez                           |                                                     |
| 2019 | Jexi                                          | Kai                                    |                                                     |
| 2020 | Fantasy Island                                | Mr. Julian Roarke                      |                                                     |
| 2021 | Tom & Jerry                                   | Terence Mendoza                        |                                                     |
| 2022 | Moonfall                                      | Tom Lopez                              |                                                     |
| 2022 | Secret Headquarters                           | Ansel Argon                            |                                                     |

### Televisão
| Ano       | Título                             | Papel                                 | Notas |
| --------- | ---------------------------------- | ------------------------------------- | --- |
| 1996      | Pacific Blue                       | Rabbit                                | 2ª temporada: 4º episódio: "Bangers" |
| 1997      | Touched by an Angel                | Reynaldo Estes                        | 3ª temporada: 26º episódio: "At Risk" |
| 1998      | Homicide: Life on the Street       | Luis Carrenza                         | 6ª temporada: 12º episódio: "Something Sacred: Part 1" 6ª temporada: 13º episódio: "Something Sacred: Part 2" Creditado como Michael Anthony Pena |
| 1998      | The Sentinel                       | Johnny                                | 3ª temporada: 22º episódio: "Night Shift" Creditado como Michael A. Pena                                                                          |
| 1998      | 7th Heaven                         | Roger                                 | 3ª temporada: 9º episódio: "Let's Talk About Sex" Creditado como Michael A. Pena                                                                  |
| 1999      | Moesha                             | Alejandro                             | 4ª temporada: 12º episódio: "Life Imitating Art"                                                                                                  |
| 1999      | Profiler                           | Alex Lopez                            | 3ª temporada: 15º episódio: "Spree of Love" Creditado como Michael Anthony Peña                                                                   |
| 1999-2000 | Felicity                           | Brian Burke                           | 2ª temporada: 1-3º episódios 2ª temporada: 8º episódio: "Family Affairs" 2ª temporada: 16º episódio: "Revolutions"                                |
| 2001      | Roswell                            | Fly                                   | 3ª temporada: 2º episódio: "Michael, the Guys, and the Great Snapple Caper" 3ª temporada: 3º episódio: "Significant Others"                       |
| 2001      | Men, Women & Dogs                  | Miguel                                | 1ª temporada: 1º episódio: "Pilot" 1ª temporada: 6º episódio: "Kibbles & Grits"                                                                   |
| 2002      | American Family                    |                                       | 1ª temporada: 7º episódio: "Crash Boom Love: Part 1" 1ª temporada: 8º episódio: "Crash Boom Love: Part 2"                                         |
| 2002      | Andy Richter Controls the Universe | Patrick                               | 1ª temporada: 6º episódio: "Wedding" |
| 2003      | The Twilight Zone                  | Noah                                  | 1ª temporada: 43º episódio: "Sunrise" Creditado como Michael A. Peña                                                                              |
| 2003      | ER                                 |                                       | 9ª temporada: 16º episódio: "A Thousand Cranes" 9ª temporada: 21º episódio: "When Night Meets Day" 10ª temporada: 9º episódio: "Missing"          |
| 1997-2004 | NYPD Blue                          | Ferd/Wilmer Lopez                     | 4ª temporada: 16º episódio: "What a Dump!" 11ª temporada: 14º episódio: "Colonel Knowledge"                                                       |
| 2005      | CSI: Crime Scene Investigation     | Juanito Concha                        | 5ª temporada: 12º episódio: "Snakes" |
| 2005      | The Shield                         | Detetive Armando Renta                | 4ª temporada: 2-11º episódios |
| 2008      | My Name Is Earl                    | Circus                                | 3ª temporada: 17º episódio: "No Heads and a Duffle Bag"                                                                                           |
| 2010      | Eastbound & Down                   | Sr. Cisneros                          | 2ª temporada: 2-4º episódios 2ª temporada: 6º episódio: "Chapter 12" 2ª temporada: 7º episódio: "Chapter 13"                                      |
| 2011      | American Dad                       | Maguerite                             | 7ª temporada: 1º episódio: "Hot Water" |
| 2018      | Narcos: México                     | Agente da DEA Enrique "Kiki" Caramena | 1ª temporada |